# Émerchicourt
Émerchicourt är en kommun i departementet Nord i regionen Hauts-de-France i norra Frankrike. Kommunen ligger i kantonen Bouchain som tillhör arrondissementet Valenciennes. År 2022 hade Émerchicourt 813 invånare.

## Befolkningsutveckling
Antalet invånare i kommunen Émerchicourt
| Referens: INSEE |